# Warchlino
Warchlino (niem. Groß Wachlin) – wieś w Polsce położona w województwie zachodniopomorskim, w powiecie stargardzkim, w gminie Stargard.
We wsi znajdują się pozostałości po XVII w. cmentarzu ewangelickim.
Według danych z 2011 roku wieś liczyła 180 mieszkańców. 
W latach 1975–1998 miejscowość administracyjnie należała do województwa szczecińskiego.